# Kallsjön (Fröderyds socken, Småland)
Kallsjön är en sjö i Sävsjö kommun och Vetlanda kommun i Småland och ingår i Emåns huvudavrinningsområde. Sjön är 3,3 meter djup, har en yta på 0,876 kvadratkilometer och är belägen 211 meter över havet. Sjön avvattnas av vattendraget Emån.

## Delavrinningsområde
Kallsjön ingår i det delavrinningsområde (635062-143967) som SMHI kallar för Utloppet av Kallsjön. Avrinningsområdets medelhöjd är 228 meter över havet och ytan är 13,79 kvadratkilometer. Räknas de 3 delavrinningsområdena uppströms in blir den ackumulerade arean 73,2 kvadratkilometer. Emån som avvattnar avrinningsområdet har biflödesordning 2, vilket innebär att vattnet flödar genom totalt 2 vattendrag innan det når havet efter 201 kilometer. Delavrinningsområdet består mestadels av skog (64 procent), öppen mark (10 procent) och jordbruk (13 procent). Avrinningsområdet har 1,39 kvadratkilometer vattenytor vilket ger det en sjöprocent på 10,1 procent.